# Родионов, Павел Иванович
Павел Иванович Родионов (29 июня 1922, Нижегородская область — 9 апреля 1996) — командир отделения 433-й отдельной разведывательной роты, старший сержант — на момент представления к награждению орденом Славы 1-й степени.

## Биография
Родился 29 июня 1922 года в деревне Большое Чубалово Павловского района Нижегородской области. Окончил 4 класса. Работал в колхозе.
23 июня 1941 года был призван в Красную Армию и направлен… на Дальний Восток. Службу начал на 233-й отдельной пограничной заставе. Только в октябре 1942 года сержант Родионов убыл в действующую армию на Брянский фронт. В одном из первых боев был тяжело ранен, после госпиталя комиссован и вернулся домой.
Работал в колхозе. В начале 1943 года через райвоенкомат направлен на медико-инструментальный завод имени Горького в поселке Тумботино. Работал пожарным и одновременно обучал девушек военному делу. Весной того же года от военкомата сопровождал группу мобилизованных в город Горький на сборный пункт. Здесь встретил своего бывшего командира и уговорил его взять с собой на фронт. Вновь вступил в бой с захватчиками на Калининском фронте под городом Великие Луки.
Летом 1943 года в составе 17-й гвардейской танковой бригады участвовал в боях за освобождение Орловской области, как автоматчик сопровождал идущие в наступление танки. 13 июля в бою в районе деревень Воскресенское и Евтехово занял место погибшего стрелка-радиста танка Т-34. Вместе с экипажем уничтожил противотанковую пушку с расчетом, пулеметное гнездо, побил танк. Когда Т-34 был подбит, будучи раненым сумел покинуть горевшую машину. Его подобрали в бессознательном состоянии пехотинцы и отправили в тыл. После боя экипаж похоронили в братской могиле, а на родину ушла похоронка.
Вернувшись на фронт после госпиталя, воевал в составе 1255-го стрелкового полка 379-й стрелковой дивизии помощником командира взвода, командиром пулеметного отделения, затем разведчиком дивизионной разведки.
31 января 1944 года в бою за деревню Андроновка старший сержант Родионов первым проник в траншею противника и истребил несколько вражеских солдат.
Приказом командира 379-й стрелковой дивизии от 7 февраля 1944 года старший сержант Родионов Павел Иванович награждён орденом Славы 3-й степени.
26 февраля 1944 года при преследовании противника командир пулеметного отделения старший сержант Родионов Павел Иванович ворвался со своим расчетом в деревню Алушкино и огнём из пулемета поразил много противников. 1 марта в бою за деревню Кузьмино подавил огневую точку противника, обеспечив успешные действия стрелкового подразделения.
Приказом по войскам 10-й гвардейской армии от 11 апреля 1944 года старший сержант Родионов Павел Иванович награждён орденом Славы 2-й степени.
Вскоре был переведен командиром отделения 433-й отдельной разведывательной роты 379-й стрелковой дивизии. Член ВКП/КПСС с 1944 года.
20 июля 1944 года близ населенного пункта Идзополье старший сержант Родионов, действуя с подчиненными впереди наступающих стрелков, обнаружил засаду. Автоматным огнём и гранатами разведчики уничтожил противника, захватили 3 пулемета, несколько автоматов и пленили 2-х противников.
Указом Президиума Верховного Совета СССР от 24 марта 1945 года за мужество, отвагу и бесстрашие, проявленные в боях с вражескими захватчиками, старший сержант Родионов Павел Иванович награждён орденом Славы 1-й степени. Стал полным кавалером ордена Славы.
В 1946 году старшина Родионов был демобилизован. Вернулся на родину в деревню Большое Чубалово, работал в колхозе. В 1954 году вместе со всей семьей переехал в рабочий поселок Тумботино и поступил работать возчиком на завод «12 лет Октября». Последние годы перед выходом на пенсию работал начальником пожарной охраны. В 1982 году ушел на заслуженный отдых.
Жил в поселке Тумботино. Скончался 9 апреля 1996 года. Похоронен на кладбище поселка Тумботино.
Награждён орденами Отечественной войны 1-й степени, Славы 3-х степеней, медалями.